# Чешки Штернберк
Чешки Штернберк (чеш. Český Šternberk) је насељено мјесто са административним статусом варошице (чеш. městys) у округу Бенешов, у Средњочешком крају, Чешка Република.

## Становништво
Према подацима о броју становника из 2014. године насеље је имало 154 становника.